# HMS Melbreak (L73)
Le HMS Melbreak (pennant number L73) est un destroyer d'escorte de classe Hunt de type III construit pour la Royal Navy pendant la Seconde Guerre mondiale

## Construction
Le Melbreak est commandé le 28 juillet 1940 dans le cadre du programme d'urgence de la guerre de 1940 pour le chantier naval de Swan Hunter and Wigham Richardson Ltd. de Wallsend-on-Tyne en Angleterre sous le numéro J4293. La pose de la quille est effectuée le 23 juin 1941 1941, le Melbreak est lancé le 5 mars 1942 et mis en service le 10 octobre 1942.
Il est parrainé par la communauté civile de Cockermouth dans le comté de Cumberland pendant la campagne nationale du Warship Week (semaine des navires de guerre) en mars 1942.
Les navires de classe Hunt sont censés répondre au besoin de la Royal Navy d'avoir un grand nombre de petits navires de type destroyer capables à la fois d'escorter des convois et d'opérer avec la flotte. Les Hunt de type III se distinguent des navires précédents type I et II par l'ajout de 2 tubes lance-torpilles au milieu du navire. Pour compenser le poids des tubes lance-torpilles, seuls 2 supports de canons jumeaux de 4 pouces ont été installés, le canon en position "Y" a été retiré, le projecteur étant déplacé vers le pont arrière de l'abri en conséquence. Les Hunt de type III pouvaient être facilement identifiés car ils avaient une cheminée droite avec un sommet incliné et le mât n'avait pas de râteau. Quatorze d'entre eux ont vu leurs ailerons stabilisateurs retirés (ou non installés en premier lieu) et l'espace utilisé pour le mazout supplémentaire.
Le Hunt type III (comme le type II) mesure 80,54 m de longueur entre perpendiculaires et 85,34 m de longueur hors-tout. Le Maître-bau du navire mesure 9,60 m et le tirant d'eau est de 3,51 m. Le déplacement est de (1 070 t standard et de (1 510 t à pleine charge.
Deux chaudières Admiralty produisant de la vapeur à 2 100 kPa (21 bar) et à 327 °C alimentent des turbines à vapeur à engrenages simples Parsons qui entraînent deux arbres d'hélices, générant 19 000 chevaux (14 000 kW) à 380 tr/min. Cela donne une vitesse de 27 nœuds (50 km/h) au navire. 281 t de carburant sont transportés, ce qui donne un rayon d'action nominale de 2 560 milles marins (4 740 km) (bien qu'en service, son rayon d'action tombe à 1 550 milles marins (2 870 km)).
L'armement principal du navire est de quatre canons de 4 pouces QF Mk XVI (102 mm) à double usage (anti-navire et anti-aérien) sur trois supports doubles, avec un support avant et deux arrière. Un armement antiaérien rapproché supplémentaire est fourni par une monture avec des canons quadruple de 2 livres "pom-pom" MK.VII et trois  canons Oerlikon de 20 mm Mk. III montés dans les ailes du pont,. Jusqu'à 110 charges de profondeur pouvaient être transportées , avec deux goulottes de charge en profondeur et quatre lanceurs de charge en profondeur constituent l'armement anti-sous-marin du navire. Le radar de type 291 et de type 285 sont installés, de même qu'une sonar de type 128,. Le navire avait un effectif de 168 officiers et hommes,.

## Histoire

### Seconde Guerre mondiale

#### 1942 - 1943
Après des essais d'acceptation et sa mise en service, le Melbreak se rend à Scapa Flow le 10 octobre 1942, où il rejoint la Home Fleet, pour continuer à être entièrement équipé. Il est transféré à Portsmouth et rejoint la 15e Flottille de destroyers. Le navire est chargé de patrouiller et d’escorter les convois côtiers dans la Manche et les approches occidentales.
Le 30 janvier 1943, le Melbreak escorte le croiseur de bataille Renown (1916) et les porte-avions Furious (47) et Illustrious (87) jusqu’à la Clyde. À son arrivée le 4 février, il retourne à Plymouth pour poursuivre ses opérations de patrouille et d’escorte. En juin, il participe à l'escorte d’un convoi vers Gibraltar, et le convoi XK9 pour le retour en Angleterre, continuant à opérer à partir de la base de Plymouth.
Le 9 juillet, le Melbreak est envoyé avec son navire-jumeau (sister ship) Wensleydale (L86) et le destroyer d'escorte norvégien HNoMS Glaisdale pour intercepter un convoi côtier ennemi. Dans un affrontement avec l’ennemi le lendemain, à 72 kilomètres au nord-ouest de l'île d'Ouessant, en France, il subit des dommages considérables, et après s'être retiré à Plymouth, il part dans un chantier naval privé à Londres pour des réparations.
Après avoir terminé les réparations le 2 septembre, le Melbreak valide ses essais d'acceptation, et est déplacé à Plymouth pour rejoindre les opérations avec la flottille. Il continue de patrouiller et d'escorter des convois dans la Manche et dans les approches occidentales.

#### 1944
Le 15 mars 1944, le Melbreak, avec son navire-jumeau Brissenden (L79), affronte les torpilleurs ennemis Schnellboote qui cherchent à attaquer le convoi WP492 au large du Land's End, le torpilleur allemand S143 est endommagé lors de cet affrontement.
Le 17 avril, le Melbreak est affecté avec son navire jumeau Tanatside (L69) et les bateaux de la force de patrouille légère pour soutenir le mouilleur de mines Apollo (M01), une opération visant à préparer l’invasion de la Normandie. Deux jours plus tard, il rejoint le Tanatside, le Wensleydale, le HMCS Haida et le Ashanti (F51) pour soutenir un autre mouilleur de mines.
En mai, parallèlement aux patrouilles et aux escortes de convois, le Melbreak participe à des exercices à Portsmouth et à Plymouth pour se préparer aux débarquements. Le Melbreak et ses navires-jumeaux Tanatside et Talybont (L18) sont affectés à la Force de bombardement de la Force O, la Force opérationnelle de l’Ouest sous le commandement interarmées de la marine des États-Unis, l'US Navy. La Force O comprend les cuirassés américains USS Texas (BB-35) et USS Arkansas (BB-33), le croiseur Glasgow (C21), deux croiseurs de la France libre et des destroyers américains,,.
La Force de bombardement C est concentrée et retirée de Belfast, en Irlande du Nord, et se rend sur le Solent avant de partir le 5 juin, vers la plage de débarquement d'Omaha Beach. Le 6 juin, le Melbreak tire des coups de canon pour les débarquements dans la zone de la Force opérationnelle d’assaut de l’Ouest, puis patrouille le long des plages de débarquement pour la lutte anti-sous-marine. Le 11 juin, il a un bref affrontement avec les torpilleurs ennemis Schnellboote au large du cap d'Antifer. Il continue d'opérer dans la Manche après la fin officielle de la campagne de débarquement, le 27 juin.
Le 8 juillet, le Melbreak part, avec ses navires-jumeaux Cattistock (L35), La Combattante et la frégate Thornborough (K574), à la rencontre de torpilleurs allemands, venus du Havre attaquant des patrouilleurs au large de la Normandie. Le 22 juillet, il affronte quatre torpilleurs ennemis dans la zone située entre Boulogne et Le Havre. Le 21 août, le Melbreak et les destroyers Watchman (D26) et Forester (H74) attaquent les torpilleurs ennemis pour protéger un convoi. Puis, trois jours plus tard, il est de nouveau avec la frégate Retalic (K555) et la force de patrouille légère attaquant les navires ennemis qui évacuent des ports français le long de la Manche. Alors qu’il attaque les navires de l'évacuation maritime ennemie dans la zone située entre Cap d’Antifer et Fécamp, il subit des dommages mineurs.
Le 28 août, alors qu’il patrouille dans la Manche, le Melbreak est attaqué par des avions ennemis. Il subit des dommages à la structure et l'inondation de certaines des cavités, causant la mort de cinq hommes et 15 blessés. Les réparations sont effectuées dans un chantier naval privé à Barry, au pays de Galles. Les travaux se terminent le 11 novembre, lorsqu’il effectue un remaniement après des réparations avant d’être affecté à la 21e flottille de destroyers, basée à Sheerness, et sert de patrouille et d’escorte en mer du Nord.

#### 1945
Le Melbreak est principalement actif dans les opérations ennemies anti-mines ainsi que dans les opérations sous-marines. Le 7 mai 1945, il est attaqué et endommage sa coque et son sonar. Le navire retourne à Sheerness pour des réparations le lendemain, les travaux vont durer jusqu’au 8 août.

### Après-guerre
Le Melbreak est amené dans la composante réserve peu après la fin de la guerre. Il est abandonné à Chatham, mais participe à la revue navale à Portsmouth pour la revue du couronnement de la reine Élisabeth II en 1953.
Finalement, il est inscrit sur la liste d’élimination. Le navire est vendu à BISCO en 1956 pour son démantèlement par Thos W Ward à Grays dans l'Essex. Il arrive en remorque au chantier du démolisseur le 22 novembre 1956,.

### Honneurs de bataille
- NORMANDY 1944
- ATLANTIC 1944-45
- ENGLISH CHANNEL 1943-44
- NORTH SEA 1945

### Commandement
- Lieutenant (Lt.) Gerald Edward Christopher Talbot Baines (RN) du 28 août 1942 au 13 juillet 1943
- Lieutenant (Lt.) Geoffrey John Kirkby (RN) du 13 juillet 1943 au 2 février 1945
- Lieutenant (Lt.) Evelyn Francis Hamilton-Meikle (RN) du 3 février 1945 à fin 1945